# Pseudo-Skylax

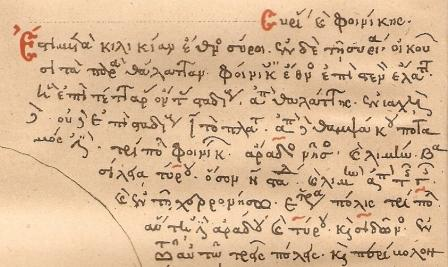
Faksimile eines Teils des griechischen Textmanuskripts aus dem 13. Jahrhundert, Periplus von Pseudo-Scylax, hergestellt 1855, aus P. A. Poulain de Bossay, Recueil de voyages et de mémoires

Als Pseudo-Skylax wird der Verfasser eines antiken periplous (Küstenbeschreibung) in griechischer Sprache bezeichnet, der folgenden Titel trägt: "Περίπλους τῆς θαλάσσης τῆς οἰκουμένης Εὐρώπης καὶ Ἀσίας καὶ Λιβύης" ("Küstenbeschreibung des Meeres der bewohnten Teile von Europa, Asien und Afrika"). Als Autor ist der Seefahrer Skylax (von Karyanda) angegeben, aber das Werk ist nach einhelliger Meinung der Forschung eine spätere Kompilation von Periploi und Berichten, die ursprünglich aus dem späteren 4. Jahrhundert v. Chr. stammen und zumeist die athenische Perspektive einnehmen.

## Textausgaben
- Karl Müller: Geographi Graeci Minores (GGM). Paris 1855. S. 15–96 (Digitalisat; Nachdruck Olms, Hildesheim 1990. ISBN 3-487-09218-2).
- Patrick Counillon: Pseudo-Skylax: le Périple du Pont-Euxin. Texte, traduction, commentaire philologique et historique. Ausonius, Bordeaux 2004, ISBN 2-910023-47-8.
- Graham Shipley: Pseudo-Skylax’s Periplous. The Circumnavigation of the Inhabited World. Text, Translation and Commentary. Bristol Phoenix Press, Exeter 2011, ISBN 978-1-904675-83-9.